# Синджорзу-Ноу
Синджорзу-Ноу (рум. Sângeorzu Nou) — село у повіті Бистриця-Несеуд в Румунії. Входить до складу комуни Лекінца.
Село розташоване на відстані 311 км на північний захід від Бухареста, 21 км на південний захід від Бистриці, 61 км на схід від Клуж-Напоки.

## Населення
За даними перепису населення 2002 року у селі проживали 1019 осіб.
Національний склад населення села:
| Національність | Кількість осіб | Відсоток |
| -------------- | -------------- | -------- |
| румуни         | 884            | 86,8%    |
| цигани         | 128            | 12,6%    |
| угорці         | 7              | 0,7%     |

Рідною мовою назвали:
| Мова      | Кількість осіб | Відсоток |
| --------- | -------------- | -------- |
| румунська | 1013           | 99,4%    |
| угорська  | 5              | 0,5%     |